# Molinos de viento de Kinderdijk
Los molinos de viento de Kinderdijk, localizados en el pólder de Alblasserwaard, en la Provincia de Holanda Meridional (Países Bajos), son un grupo de 19 molinos de viento monumentales.
Kinderdijk pertenece al municipio de Molenlanden, y uno de los molinos, el De Blokker, pertenece al municipio de Alblasserdam. Construidos entre 1738 y 1740, es la mayor concentración de antiguos molinos de viento en los Países Bajos y uno de los destinos turísticos holandeses más conocidos. Los molinos están listados como monumentos nacionales y toda el área es un entorno protegido desde 1993. Han sido Patrimonio de la Humanidad de la Unesco desde 1997.

## Historia

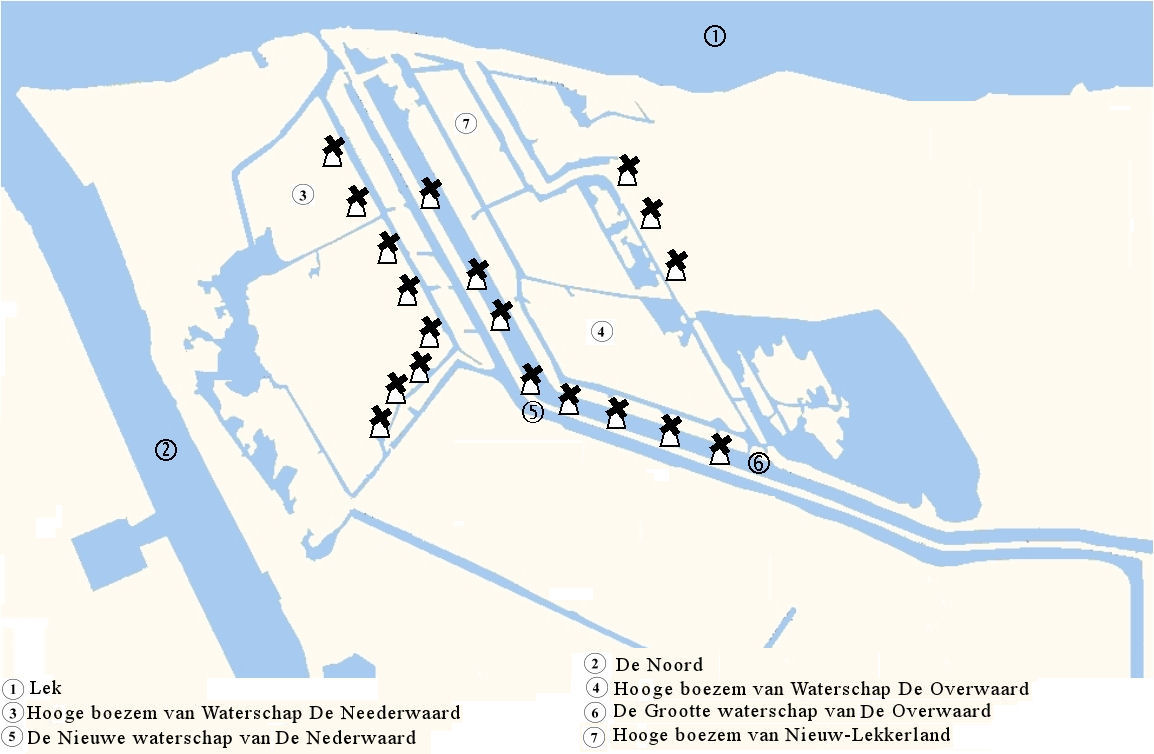
Localización de los molinos

Kinderdijk se localiza en Alblasserwaard, en la confluencia de los ríos Lek y Noord. En esta zona, los problemas con el agua se hicieron cada vez más evidentes en el siglo XIII, por lo que se excavaron grandes canales, llamados "weteringen", para eliminar el exceso de agua en los pólderes. Sin embargo, el suelo drenado comenzó a asentarse, mientras que el nivel de los río aumentó debido a los depósitos de arena del río, inundándose los campos de nuevo. La mayoría de los molinos actuales se construyeron en 1738 y 1740 (véase más abajo).
Después de algunos siglos, se requería una forma adicional de mantener los pólderes secos. Se decidió construir una serie de molinos de viento, con una capacidad limitada para salvar las diferencias de nivel del agua, pero capaces de bombearla a unas balsas a un nivel intermedio entre el suelo del pólder y el nivel medio del río. El agua acumulada se dejaba salir al río a través de las esclusas cuando el nivel fluvial era lo suficientemente bajo, aprovechando las variaciones estacionales y de marea. Aunque algunos de los molinos de viento todavía se utilizan, la capacidad de bombeo principal es proporcionada por dos estaciones de bombeo con motores diésel, localizadas cerca de una de las entradas al espacio de los molinos de viento.

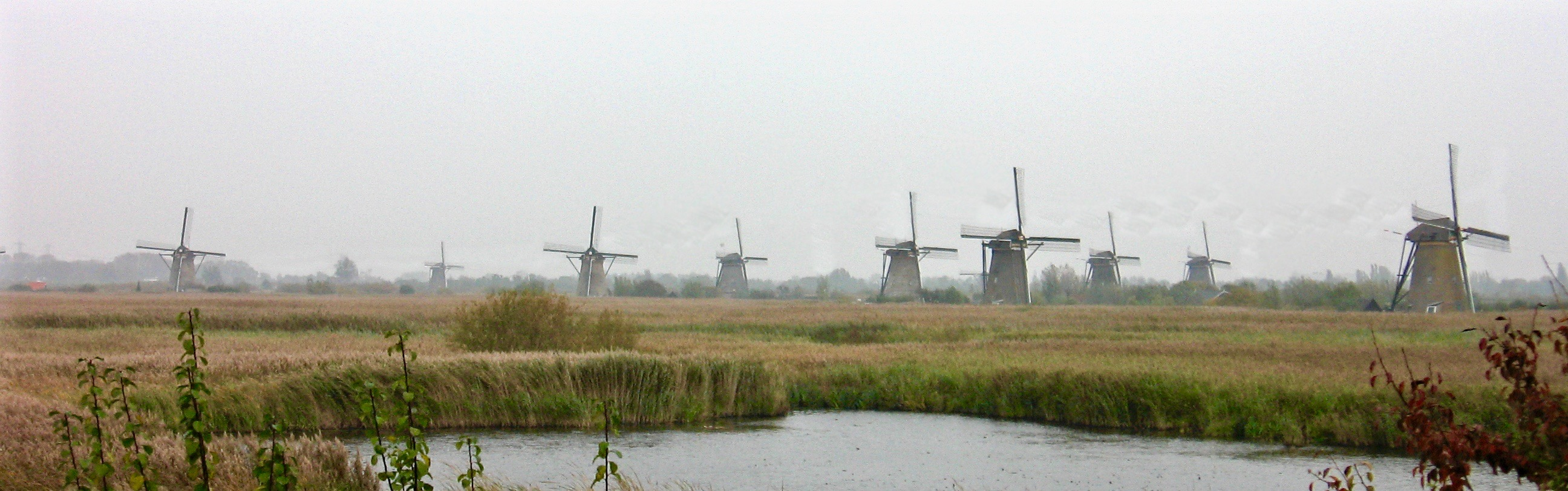
Molinos de viento de Kinderdijk

## Descripción

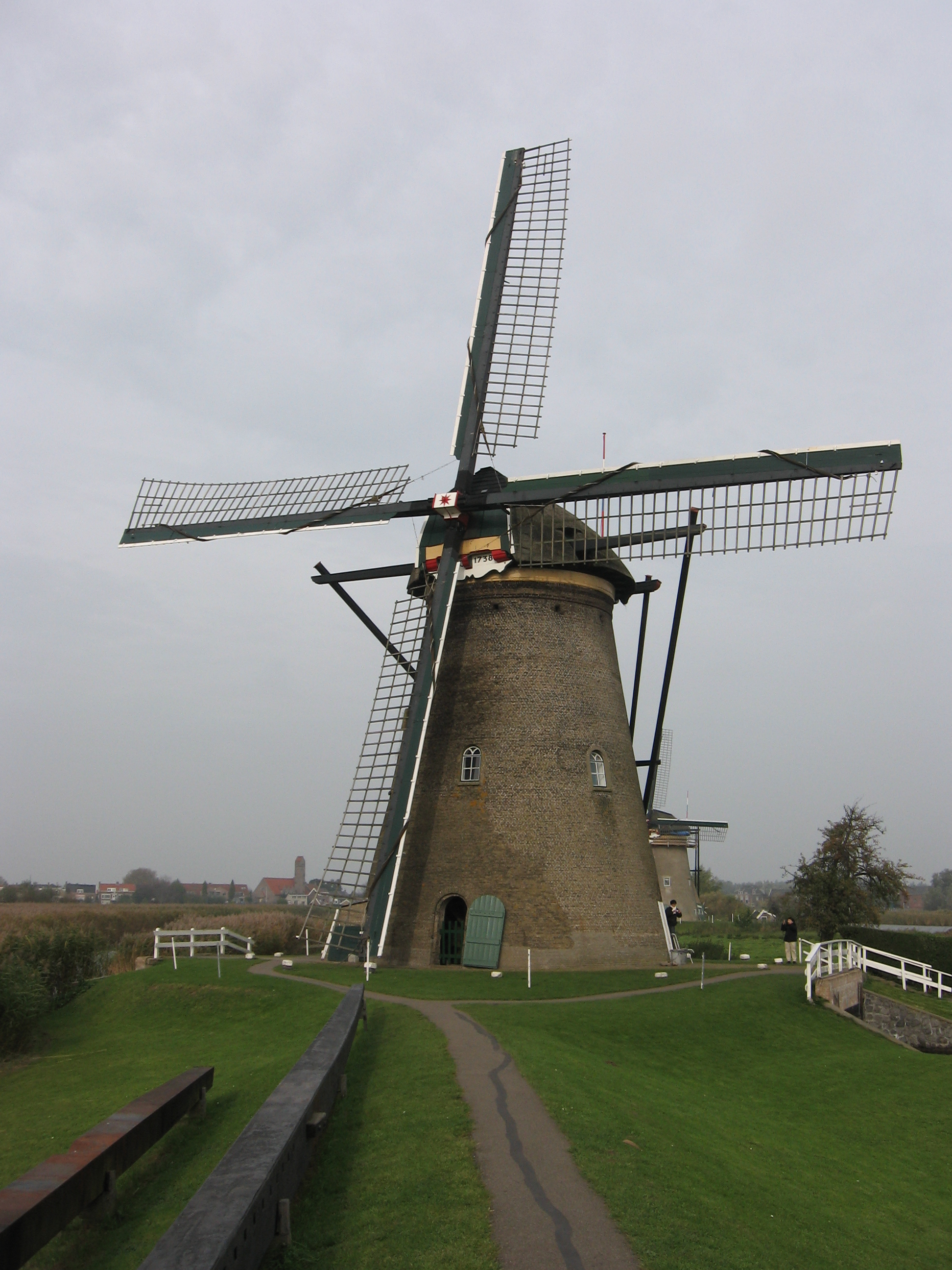
Molino de Nederwaard No.2

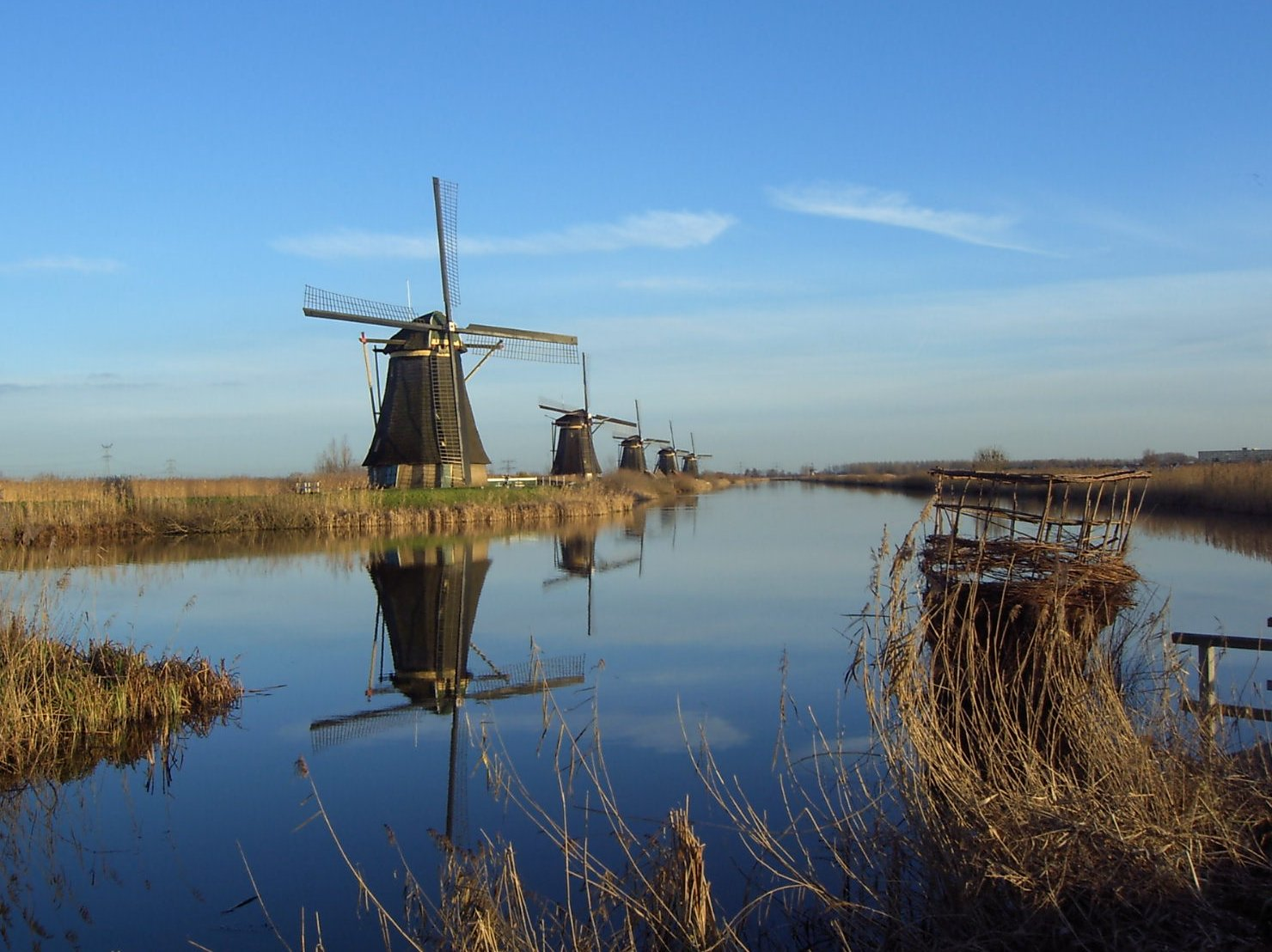
Molinos de viento de Kinderdijk

Los ocho molinos de piedra de Nederwaard se construyeron en 1738, y los molinos de madera de Overwaard en 1740. Los primeros evacuan el agua de drenaje de los pólderes inferiores del Alblasserwaard a una balsa intermedia, y los segundos la de los pólderes superiores a otra. El agua se vierte al río por medio de esclusas durante los periodos de bajo nivel del cauce. Actualmente, las estaciones de bombeo modernas realizan esta función.

### Lista de molinos de viento

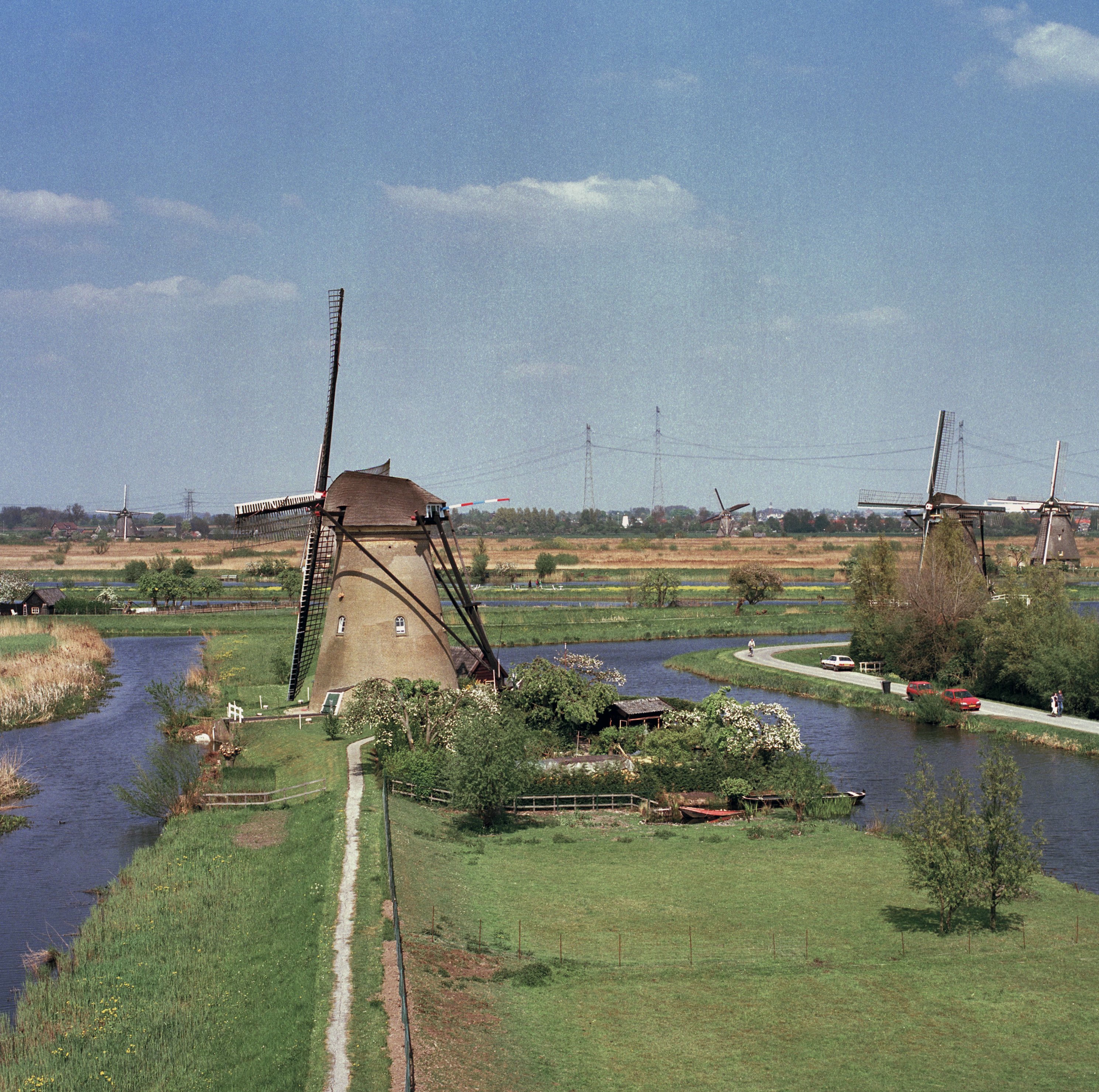
Molino de Nederwaard No.6 bombeando agua desde un canal al siguiente

Esta es una lista de los 19 molinos:
De Nederwaard
- Nederwaard Molen No.1
- Nederwaard Molen No.2
- Nederwaard Molen No.3
- Nederwaard Molen No.4
- Nederwaard Molen No.5
- Nederwaard Molen No.6
- Nederwaard Molen No.7
- Nederwaard Molen No.8

De Overwaard
- Overwaard Molen No.1
- Overwaard Molen No.2
- Overwaard Molen No.3
- Overwaard Molen No.4
- Overwaard Molen No.5
- Overwaard Molen No.6
- Overwaard Molen No.7
- Overwaard Molen No.8

Nieuw-Leland
- De Hoge Molen
- Kleine of Lage Molen

Alblasserdam
- De Blokker

## Patrimonio de la Humanidad

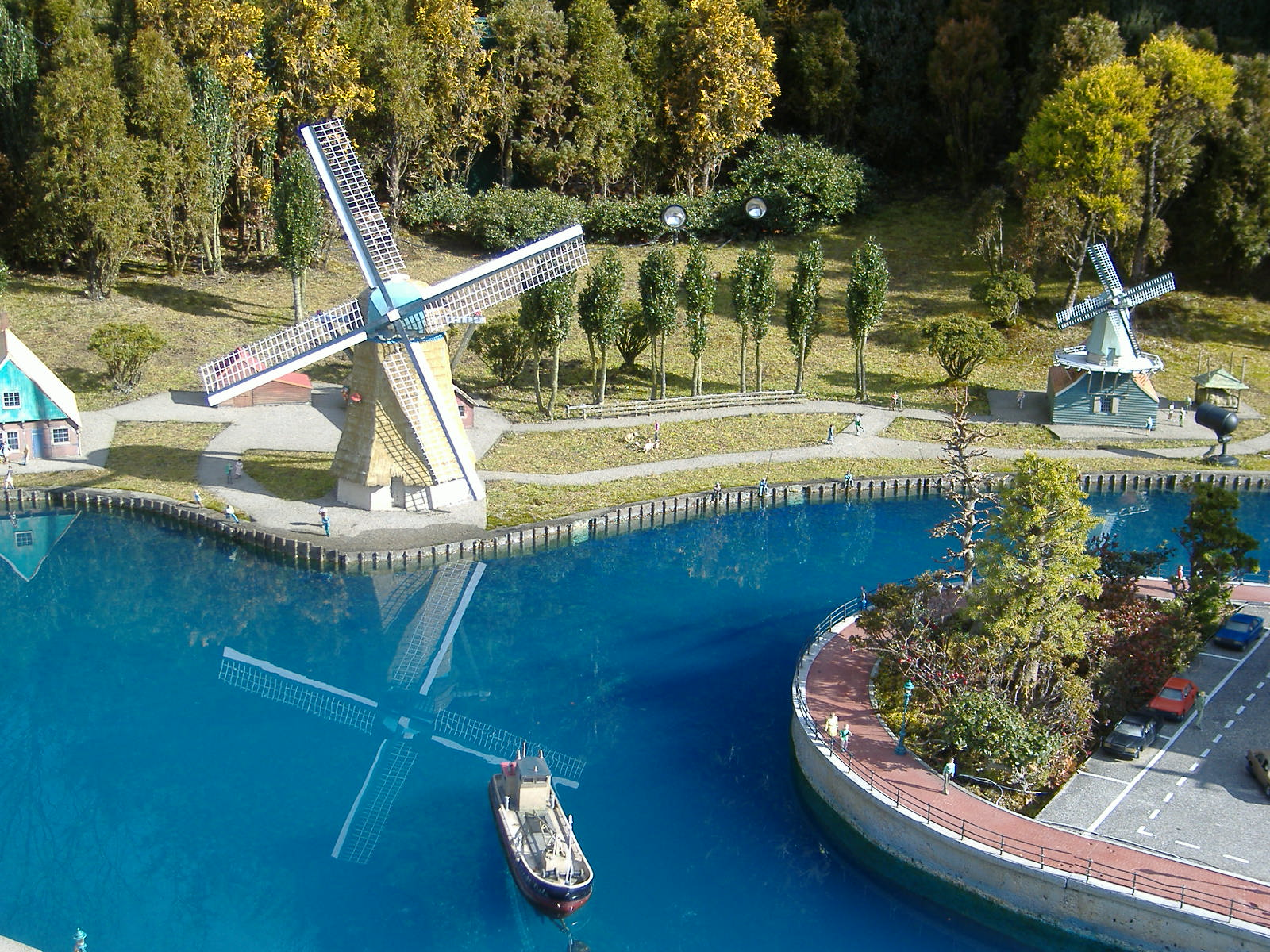
Los molinos de viento a escala 1/25 de Kinderdijk (izquierda) y de Zaanse Schans B (derecha), en el Tobu World Square, Japón.

Los molinos y su área anexa están listados como monumentos nacionales desde 1993. Los molinos fueron inscritos como Patrimonio de la Humanidad de la Unesco en la 21ª sesión del World Heritage Committee en 1997. Los molinos son propiedad de la Fundación del Patrimonio Mundial Kinderdijk